# Calliophis bibroni
Calliophis bibroni là một loài rắn trong họ Rắn hổ. Loài này được Jan mô tả khoa học đầu tiên năm 1858.
C. bibroni là loài đặc hữu Tây Ghats Ấn Độ.
Loài này có tổng chiều dài có thể lên tới 64 cm với đuôi dài 5 cm.